# 圣索肖巴罗尼亚
圣索肖巴罗尼亚（義大利語：San Sossio Baronia），是意大利阿韦利诺省的一个市镇。总面积19平方公里，人口1761人，人口密度92.7人/平方公里（2009年）。ISTAT代码为064087。